# Qingban (sockenhuvudort i Kina, Jiangxi Sheng, lat 28,51, long 117,57)
Qingban (kinesiska: 青板) är en sockenhuvudort i Kina. Den ligger i provinsen Jiangxi, i den sydöstra delen av landet, omkring 170 kilometer öster om provinshuvudstaden Nanchang. Antalet invånare är 11 952. Befolkningen består av 5 698 kvinnor och 6 254 män. Barn under 15 år utgör 25,0 %, vuxna 15-64 år 63 %, och äldre över 65 år 10,0 %.
Runt Qingban är det ganska tätbefolkat, med 207 invånare per kvadratkilometer. Närmaste större samhälle är Nanyan, 17,2 km sydväst om Qingban. I omgivningarna runt Qingban växer huvudsakligen savannskog.
Genomsnittlig årsnederbörd är 2 755 millimeter. Den regnigaste månaden är juni, med i genomsnitt 477 mm nederbörd, och den torraste är oktober, med 35 mm nederbörd.